# Trichius zonatus
Trichius zonatus é uma espécie de insetos coleópteros polífagos pertencente à família Cetoniidae.<
A autoridade científica da espécie é Germar, tendo sido descrita no ano de 1829.
Trata-se de uma espécie presente no território português.